# Кристиан Альбрехт (маркграф Бранденбург-Ансбаха)
Кристиан Альбрехт Бранденбург-Ансбахский (нем. Christian Albrecht von Brandenburg-Ansbach; 18 сентября 1675, Ансбах — 16 октября 1692, Ансбах) — маркграф Ансбахского княжества в 1686—1692 годах.
Кристиан Альбрехт — второй сын маркграфа Иоганна Фридриха Бранденбург-Ансбахского и его первой супруги Иоганны Елизаветы Баден-Дурлахской. Старший брат Кристиана Альбрехта Леопольд Фридрих умер ребёнком в возрасте двух лет, и в 1676 году Кристиан стал наследным принцем Ансбахского княжества. Когда маркграф Иоганн Фридрих умер, Кристиан Альбрехт ещё не достиг совершеннолетия, и вместо него в Ансбахе правил регент. Кристиан Альбрехт умер несовершеннолетним, так и не став самостоятельным правителем Ансбаха. Кристиан Альбрехт не оставил потомства, и ему наследовал младший, также несовершеннолетний брат Георг Фридрих II.